# Jean Liedloff
Jean Liedloff (New York, 1926. november 26. – Sausalito, Kalifornia, 2011. március 15.) amerikai írónő, egyetlen könyve az 1975-ben megjelent Az elveszett boldogság nyomában (The Continuum Concept: In Search of Happiness Lost).

## Élete
Két és fél évet töltött a dél-amerikai őserdőben, ahol megismerhette a kőkori körülmények között élő indiánok életét. Könyvében új szempontból mutatja be, hogy vesztette el a nyugati civilizáció a természetes élet előnyeit, és gyakorlati eljárásokat javasol, hogyan nyerhetnénk vissza valamit ebből. Kaliforniában élt egy lakóhajón a macskájával, és tanácsokat adott szülőknek, valamint olyan felnőtteknek, akik a helytelen neveltetés hatásaitól szerettek volna megszabadulni. Nem ment férjhez, és nincsenek gyerekei, de könyve nagyon sok szülőnek és gyerekeiknek nyújtott segítséget. Liedloff könyve magyarul 2007-ben jelent meg.

## Magyarul
- Az elveszett boldogság nyomában. A kontinuum-elv; ford. Barta Judit; Kétezeregy, Piliscsaba, 2007 ISBN 0-201-05071-4

## Kapcsolódó szócikk
- Kontinuumelmélet (pszichológia)